# トンプソン群
数学において、トンプソン群(英: Thompson groups)あるいはトンプソンの群(英: Thomson's groups)、バガボンド群(英: vagabond groups)、カメレオン群(英: chameleon groups)は一般に {\displaystyle F\subseteq T\subseteq V} と表される3つの群であり、リチャード・トンプソンによる1965年のいくつかの未発表の手書きノートの中で、フォン・ノイマン予想の反例になりうる群として導入された。 3つの群のうち F は最も広く研究されており、トンプソン群またはトンプソンの群と呼ばれることもある。
トンプソン群、特に F は、群論における多くの一般的な予想の反例となるような珍しい性質を持っている。 3つのトンプソン群はすべて無限群だが、有限表示をもつ。T と V は、無限群であるが有限表示をもつ単純群である(まれな)例である。F は単純群ではないが、その交換子部分群{\displaystyle [F,F]}は単純群であり、F の交換子部分群による商群はランク2の自由アーベル群である。 F は全順序群であり、指数関数的増大度をもち、階数2の自由群と同型な部分群をもたない。
F は従順群ではないと予想されており、したがって、有限表示をもつ群に対する最近反証されたフォン・ノイマン予想に対するさらなる反例となることが予想されている。F は基本従順群ではないことが知られている。
Higman (1974) は トンプソン群 V を特別な場合として含む、有限表示を持つ無限単純群からなる可算無限個の族を導入した。

## 表示
F の有限表示は次で与えられる。
{\displaystyle \langle A,B\mid \ [AB^{-1},A^{-1}BA]=[AB^{-1},A^{-2}BA^{2}]=\mathrm {id} \rangle }
ここで{\displaystyle [x,y]}は、通常の群論における交換子 {\displaystyle xyx^{-1}y^{-1}}を表す。
F には2つの生成元と2つの関係からなる上のような有限表示があるが、次の無限表示によって非常に簡単かつ直感的に記述される。
{\displaystyle \langle x_{0},x_{1},x_{2},\dots \ \mid \ x_{k}^{-1}x_{n}x_{k}=x_{n+1}\ \mathrm {for} \ k<n\rangle .}
2つの表示は、{\displaystyle x_{0}=A,x_{n}=A^{1-n}BA^{n-1}\,(n>0)}で関連付けられる。

## その他の表現方法

トンプソン群 F は、二分木に対するこのような操作によって生成される。ここで、LおよびTは頂点であるが、A、BおよびRは、より一般の二分木で置き換えることができる。

トンプソン群 F は、順序付けられた根付き二分木に対する操作全体からなる群として、または向きを保ち、有限個の微分不可能な点が2進分数であり、区分的に線形で傾きがすべて2の累乗であるような単位区間上の同相写像の部分群として、実現される。
F は、単位区間の2つの端点を同一視することにより、単位円に作用していると見做すことができる。T はこのとき単位円上の自己同相写像からなる群で、F に同相写像 x ↦ x+1/2 mod 1を追加することで得られる。この写像は、二分木における根の下の2つの木を入れ替える操作に対応する。V は、T に半開区間[0, 1/2)上の点を固定し、半開区間 [1/2, 3/4) と [3/4, 1) を自明な方法で交換する不連続な写像を追加することで得られる。この写像は二分木においては、根の子のうち右側のものの下にある2つの木を(存在する場合には)交換する操作に対応する。
さらに F は、1つの生成元からなる自由ヨンソン-タルスキ代数上の向きを保存する自己同型写像からなる群でもある。

## 従順性
トンプソンによる群 F が従順群ではないという予想は、ゲイガンによってさらに広められた。以下の参考文献で引用されているカノン、フロイド、パリーによる文献も参照せよ。この予想は未だ未解決である。シャグリゼー は、2009年に F が従順群であることを証明したと主張した論文を出したが、MRレビューで説明されているように誤りが発見された。
F は基本従順群ではないことが知られている。カノン、フロイド、パリーによるTheorem 4.10を参照せよ。F が従順でない場合、有限表示をもつ群に対する最近反証されたフォン・ノイマン予想に対するさらなる反例となる。この予想は、有限表示をもつ群が従順群であることと、階数2の自由群と同型な部分群をもたないことが必要十分であるという予想である。

## 位相幾何学とのつながり
1970年代、F は位相幾何学の専門家によって少なくとも2回再発見された。かなり遅れて出版された、当時プレプリントとして流通していた論文では、フレイドとヘラーは F 上のシフト写像がアイレンベルク・マクレーン空間K(F,1)上の分裂不可能なべき等写像のホモトピー類を誘導することを示した。これはある種の普遍性を有しており、このことについてはゲイガンの本で詳細に説明されている(以下の参考文献を参照せよ)。ダイダックとミンク はShape理論の問題に関連して、独自にあまり知られていない F のモデルを作成した。
1979年に、ゲイガンは F に関する次の4つの予想をした。
1. F は type FP∞ である。
2. 無限遠点での F のすべてのホモトピー群は自明である。
3. F は非可換自由な部分群をもたない。
4. F は従順群ではない。

1は、ブラウンとゲイガンによる各正の次元に2つのセルを持つ K(F, 1) が存在するという強力な主張により証明された。2もまた、コホモロジー H*(F, ZF) が自明であることが示されたという意味で、ブラウンとゲイガンによって証明された 。 ミハリクの定理は F が無限遠点で単連結であることを意味し、したがってこの結果は無限遠点でのすべてのホモロジーが消えることを意味するので、ホモトピー群に関する主張を得る。3はブリンとスクワイアーによって証明された。4については未だ未解決であることを、既に上で述べた。
F がファレル-ジョーンズ予想を満たすかどうかは不明である。F のホワイトヘッド群や F の射影類群(ウォールの有限性障害を参照)が自明であるかどうかも不明だが、F が強いバスの予想を満たすことは簡単に示される。
ファーリーは、F が局所有限 CAT(0)立方体複体(必然的に無限次元となる)にデック変換として作用することを示した。結果として、F はバウム・コンヌ予想を満たす。